# Biernatowo
Biernatowo (niem. Ascherbude) – wieś w Polsce położona w województwie wielkopolskim, w powiecie czarnkowsko-trzcianeckim, w gminie Trzcianka.
W latach 1975–1998 miejscowość administracyjnie należała do województwa pilskiego.

## Położenie
Wieś jest położona wśród lasów w południowo-zachodniej części gminy, 17 km od Trzcianki. Biernatowo dzieli się na dwie osady, które leżą w niewielkiej odległości od siebie. Pierwsza znajduje się przy drodze z Przyłęk do Jędrzejewa, a druga przy stacji kolejowej Biernatowo, oddanej do użytku w 1851 r. (Kolej Wschodnia).

## Historia
W 1772 r., po I rozbiorze Polski, Biernatowo przypadło w udziale Prusom. W latach 1807–1815 wchodziło w granice Księstwa Warszawskiego. W wyniku kongresu wiedeńskiego wróciło w granice Prus (Wielkie Księstwo Poznańskie), a następnie Cesarstwa Niemieckiego.
W dwudziestoleciu międzywojennym na terenie wsi były przeprowadzane odwierty geologiczne węgla brunatnego. Odbyły się nawet próby eksploatacji surowca, lecz brak środków pieniężnych oraz wybuch II wojny światowej uniemożliwiły dalsze plany wybudowania kopalni.

## Zabytki
W Biernatowie znajduje się zabytkowy, poewangelicki kościół szachulcowy z 1843 r. oraz stary, niemiecki, kościelny cmentarz.